# Suregada aequorea
Suregada aequorea là một loài thực vật có hoa trong họ Đại kích. Loài này được (Hance) Seem. miêu tả khoa học đầu tiên năm 1866.